# Olympische Sommerspiele 1896/Teilnehmer (Ungarn)
| Silbermedaillen | Bronzemedaillen | 3. |
| --------------- | --------------- | -- |
| 2               | 1               | 3  |

Ungarn nahm an den Olympischen Sommerspielen 1896 in Athen, Griechenland, mit einer Delegation von sieben Sportlern teil. Sein Olympisches Komitee, Magyar Olimpiai Bizottság, war am 19. Dezember 1895 gegründet worden, die Delegation wurde durch Sekretär Ferenc Kemény geleitet. Da König Franz Joseph I. dem Projekt Olympische Spiele keine wichtige Bedeutung zumaß, gab es keine offizielle staatliche Unterstützung von Delegation und Komitee. Gleichzeitig allerdings fungierte der Politiker und spätere Kultusminister Albert Berzeviczy als Präsident des Komitees.
Die österreichische Reichshälfte der Doppelmonarchie stellte eine eigene Delegation.

## Medaillengewinner

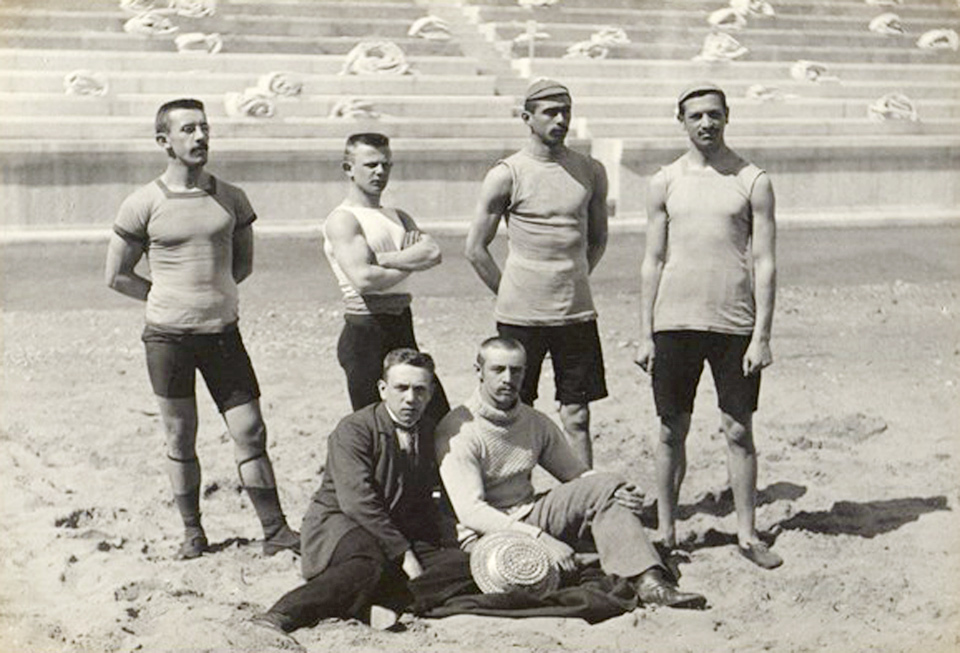
Die ungarische Mannschaft bei den Olympischen Spielen 1896

### Olympiasieger
| Name         | Sportart  | Wettkampf                                  |
| ------------ | --------- | ------------------------------------------ |
| Alfréd Hajós | Schwimmen | 100 Meter Freistil und 1200 Meter Freistil |

### Zweiter
| Name        | Sportart       | Wettkampf |
| ----------- | -------------- | --------- |
| Nándor Dáni | Leichtathletik | 800 Meter |

### Dritter
| Name                | Sportart       | Wettkampf |
| ------------------- | -------------- | --------- |
| Alajos Szokolyi     | Leichtathletik | 100 Meter |
| Gyula Kellner       | Leichtathletik | Marathon  |
| Momcsilló Tapavicza | Tennis         | Einzel    |

## Teilnehmer nach Sportarten

### Gewichtheben
- Momcsilló Tapavicza
Beidarmig: 6. Platz

### Leichtathletik
| Athleten        | Wettbewerb   | Vorlauf | Vorlauf | Finale  | Finale | Rang |
| Athleten        | Wettbewerb   | Zeit    | Rang    | Zeit    | Rang   | Rang |
| --------------- | ------------ | ------- | ------- | ------- | ------ | ---- |
| Männer          |              |         |         |         |        |      |
| Alajos Szokolyi | 100 m        | 12,8 s  | 2       | 12,6 s  | 3      | 3    |
| Alajos Szokolyi | 110 m Hürden |         |         | DNS     | DNS    |      |
| Alajos Szokolyi | Dreisprung   |         |         | 12,30 m | 4      | 4    |

- Nándor Dáni
800 Meter: Zweiter
- Gyula Kellner
Marathon: 3. Platz

### Ringen
- Momcsilló Tapavicza
griechisch-römisch: 4. Platz

### Schwimmen
- Alfréd Hajós
100 Meter Freistil: Olympiasieger 
1200 Meter Freistil: Olympiasieger

### Tennis
- Momcsilló Tapavicza
Einzel: 3. Platz

### Turnen
- Gyula Kakas
Barren, Einzel: ??
Pferdsprung, Einzel: ??
Reck, Einzel: ??
Seitpferd, Einzel: ??
- Dezső Wein
Barren, Einzel: ??
Pferdsprung, Einzel: ??
Reck, Einzel: ??